# جاكي ستايلز
جاكي ستايلز (بالإنجليزية: Jackie Stiles)‏ مواليد 21 ديسمبر 1978 في كانساس سيتي,كنساس، هي لاعبة كرة سلة أمريكية معتزلة بدأت مسيرتها الاحترافية في سنة 2001. لعبت مع فريق لوس أنجلوس سباركس في دوري المحترفات الأمريكي. اعتزلت اللعب في 2006.

## روابط خارجية
- جاكي ستايلز على موقع الاتحاد الدولي لكرة السلة (الإنجليزية)
- جاكي ستايلز على موقع الاتحاد الوطني لكرة السلة النسائية (الإنجليزية)
- جاكي ستايلز على موقع كرة السلة الأوروبية.كوم (الإنجليزية)
- جاكي ستايلز على موقع كلية كرة السلة في سبورتس رفرنس.كوم (الإنجليزية)
- جاكي ستايلز على موقع بروبوليرز (الإنجليزية)
- جاكي ستايلز على موقع قاعة مشاهير كرة السلة للسيدات (الإنجليزية)
- جاكي ستايلز على موقع سبورتس رفرنس (الإنجليزية)
- جاكي ستايلز على موقع قاعة كنساس للمشاهير الرياضية (مؤرشف) (الإنجليزية)
- جاكي ستايلز على موقع قاعة ميسوري للمشاهير الرياضية (الإنجليزية)